# François Van Aerden
François Van Aerden, né le 19 septembre 1882 à Anvers et mort assassiné dans des circonstances non élucidées le 1er septembre 1944  à Lougé-sur-Maire (Orne), est un diplomate belge.

## Biographie

### Rânes
Vice-consul de Belgique au Havre avant la Seconde Guerre mondiale, l'Anversois François Van Aerden et sa famille se réfugient dans l'Orne, à Rânes, sous l'Occupation. 

### Organisation Todt
En 1941, Jacques Foccart fonde avec une relation datant de son service militaire, Henri Tournet, une importante affaire d'exploitation de bois à La Forêterie, lieu-dit dans la partie nord-est de la commune de Rânes, du département de l'Orne. Pour la coupe de soixante hectares de bois, il fait travailler une équipe importante : le bois est en particulier destiné à la production du charbon de bois, carburant des véhicules à gazogène, indispensable pendant cette époque de restriction. L'entreprise travaille d'abord avec Citroën afin d'alimenter ses gazogènes, et étend son domaine forestier avec cent hectares supplémentaires, achetés à un minotier, puis avec l'achat d'une grande coupe de bois, vendue par le châtelain local en proie à des difficultés financières.
À l’automne 1942, Foccart commence, par l'entremise du collaborateur Georges Desprez, à travailler pour les Allemands : deux convois sont livrés chaque semaine — grâce à des intermédiaires — à l'Organisation Todt, avec laquelle il a établi des relations commerciales.
François Van Aerden, qui connaît les langues allemande et française, est engagé de force comme interprète de l'Organisation Todt pour le commerce de bois, et travaille au lieu-dit la Forêterie.

### Libération
Au moment de la Libération, plusieurs obus tombent sur la maison où loge la famille Van Aerden, qui s'est relogé dans la maison d'Emilien Coupry. Depuis quelques semaines, les résistants lui « mènent la vie dure » : pendant et après la bataille de Rânes, on l'a chargé de creuser des tombes pour y ensevelir les nombreux morts. Le fils de Van Aerden, Claude, le pousse à quitter la région, mais il s'y refuse.

### Enlèvement
Van Aerden est enlevé le 1er septembre 1944, et exécuté le matin même, criblé de balles dans la carrière de Villeneuve à Lougé-sur-Maire, à environ cinq kilomètres au nord de Rânes. Dans le contexte trouble de la Libération où l'État de droit n'est pas encore rétabli, la bande incriminée du village voisin de Joué-du-Plain prétexte, pour justifier cette exécution, une illusoire dénonciation de dépôt d'armes au lieu-dit la Noëve  qui, après enquête, s'avère fallacieuse.
À l'époque, tout le bourg, gendarmes compris, connaît les auteurs de l'assassinat, lesquels s'en sont vantés. Cependant, chacun se tait, par peur de représailles.
Soixante-dix ans après, sa mort reste un mystère, malgré une enquête tardive de la police judiciaire de Rouen, dont le commissaire Reclus conclut en 1953 que Jacques Foccart et son associé Henri Tournet sont les bénéficiaires de cette disparition, Van Aerden étant un témoin gênant du commerce illicite de l'entreprise forestière. D'autres témoins ont été séquestrés et intimidés à la Libération, comme le coiffeur chez qui Foccart et Van Aerden passaient les appels téléphoniques à destination de l'Organisation Todt de Saint-Malo, dont dépendait le détachement de Rânes.